# Paktofonika
Paktofonika (PFK) – польський хіп-хоп гурт. Заснований в 1998 році за ініціативи Войцеха "Fokus" Альшера, який до співпраці запросив Себастьяна "Rahim" Сальберта, колишнього учасника формації 3xKlan та Петра "Magik" Луща знаного з виступів у складі гурту Kaliber 44. До концертного складу також увійшли Себастьян "DJ Bambus" Міхальскі і бітбоксер Марцін "Sot" Зєба. Гурт Paktofonika припинив існування в 2003 році, через три роки після самогубства Magika.
З гуртом був пов'язаний також колектив PFK Kompany, до складу якого входили: Rahim, Fokus, DJ Haem, Śliwka Tuitam, Sot, Siv, Kipper та Mea.

## Історія
Група була заснована в 1998 році за ініціативи Fokusa, який до співпраці запросив Rahima колишнього учасника формації "3xKlan" та Magika знаного за виступами в тріо "Kaliber 44". Перші пісні гурту ("Priorytety", "Ja to ja" i "Gdyby") були записані в жовтні 1998 року. Потім склад поповнили DJ Bambus та бітбоксер Sot. Гуртом зацікавився лейбл звукозапису "R.R.X." з яким "Paktofonika" підписала контракт. В зв'язку з непорозумінням контракт був розірваний. Весною 2000 року гурт підписав новий контракт з лейблом "Gigant Records". Вихідні цього року група провела в місті Віттен у Німеччині, де записала трек "2 kilo" разом з німецькими артистами. Музиканти також записали фрістайл, в якому взяли участь Magik, Fokus, Kams i L.O. 
В березні в продаж надійшла компіляція "Usta Miasta Kast". На диску знайшов місце спільний трек "Paktofoniki" i "JedenSiedem" під назвою "A robi się to tak...". 18 грудня того самого року вийшов в світ перший реліз гурту під назвою "Kinematografia". Особливу популярність в Польщі здобули треки "Chwile ulotne" i "Jestem Bogiem". В треці "Jestem Bogiem" використано фрагмент телефонної розмови анонімного слухача з редактором "Radia Maryja", знаної також як "Trzy słowa do ojca prowadzącego". 
26 грудня 2000 року, через вісім днів після виходу альбому, ранком о 6.15 Magik вискочив з вікна свого помешкання в Катовиці. У важкому стані був направлений до лікарні, де помер приблизно о 6.45. Після смерті Magika колектив продовжив концертну діяльність, емітуючи фрагменти виконані Magikom із звукової доріжки. 
В 2001 році був виданий мініальбом "Jestem Bogiem", до якого входило 3 треки з попереднього альбому та 5 реміксів і відеокліп. В квітні 2002 року гурт нагороджений Fryderykiem за найкращий хіп-хоп альбом 2001 року. 25 вересня того самого року виданий другий і останній альбом під назвою "Archiwum kinematografii", на якому знайшли місце твори зареєстровані під час запису першого альбому.

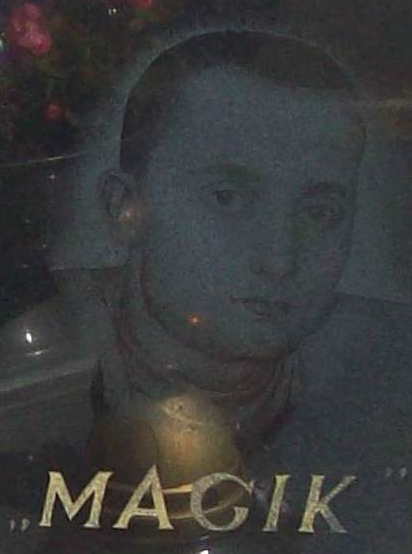
Портрет Magika на могилі

21 березня 2003 року гурт дав прощальний концерт у Катовіце. Разом із квитками глядачі отримали компакт-диск із піснями гурту. Запис концерту також був випущений на DVD та VHS-касетах, але його продаж було призупинено у 2005 році, оскільки він був незаконним. 16 грудня 2008 року Мацей Пісук опублікував книгу під назвою «Пактофоніка – посібник з політичної критики». Через рік розпочалася робота над екранізацією книги. Фільм під назвою «Ти є Бог» був знятий режисером Лєшеком Давідом. Зйомки фільму проходили в Катовіце з березня по травень 2011 року. Прем'єра фільму відбулася 21 вересня 2012 року. Фільм був погано сприйнятий у музичній спільноті через применшення ролі гурту Kaliber 44 та майже повне спотворення історії гурту.

## Дискографія
- Kinematografia (2000)
- Jestem Bogiem(ЕР) (2001)
- Archiwum kinematografii (2002)
- Muzyka z filmu Jesteś Bogiem (2012)

## Відеокліпи
- Jestem Bogiem (2001)
- Chwile ulotne (2002)
- Jestem Bogiem (2012)